# Mamoul
Der Mamoul ist ein Fluss in Frankreich, der im Département Lot in der Region Okzitanien verläuft. Er entspringt im Gemeindegebiet von Sousceyrac-en-Quercy, entwässert generell in westlicher Richtung durch die Landschaft des Quercy und mündet nach rund 24 Kilometern im Gemeindegebiet von Prudhomat als linker Nebenfluss in die Dordogne.

## Orte am Fluss
(Reihenfolge in Fließrichtung)
- Viste Ronde, Gemeinde Sousceyrac-en-Quercy
- Sceaux, Gemeinde Sousceyrac-en-Quercy
- Paillargues, Gemeinde Teyssieu
- Manaval, Gemeinde Teyssieu
- Cornac
- Ségaro, Gemeinde Bretenoux
- Bonneviole, Gemeinde Prudhomat